# Lymari Nadal
Nadal  Torres est un nom espagnol. Le premier nom de famille, en général paternel, est Nadal ; le second, en général maternel, souvent omis, est Torres.
Lymari Nadal Torres, née le 11 février 1978 à Ponce (Porto Rico), est une actrice, une productrice et scénariste portoricaine. Elle a joué différents rôles dans plusieurs films comme American Gangster et Battlestar Galactica: The Plan. En 2011, elle a aussi écrit et produit son propre film, America.

## Biographie
Lymari Nadal est née à Ponce, à Porto Rico où elle a vécu avec ses parents, Daniel Nadal et Anaida Torres. Elle étudie au collège de l'Académie Santa María. Elle a reçu son diplôme universitaire à l'université catholique pontificale de Porto Rico. En 2001, elle a déménagé à Los Angeles en Californie et elle s'est marié avec le réalisateur et acteur Edward James Olmos en 2002.

## Filmographie
Le dernier film de Nadal est America . Elle est surtout connue pour son rôle d'épouse de Frank Lucas dans le film American Gangster.
| Film                              | Année | Rôle          |
| --------------------------------- | ----- | ------------- |
| American Family (en) (série)      | 2002  | Linda         |
| Battlestar Galactica (mini-série) | 2003  | Giana         |
| Ladrones y Mentirosos             | 2006  | Marisol       |
| American Gangster                 | 2007  | Eva           |
| Battlestar Galactica: The Plan    | 2009  | Giana O'Neill |
| America (en)                      | 2011  | America       |